# Bedisettihalli, Malur
Bedisettihalli là một làng thuộc tehsil Malur, huyện Kolar, bang Karnataka, Ấn Độ.